# Finnö, Korpo
Finnö med Sundholm och Horsholm är en ö i Finland. Den ligger i Skärgårdshavet och i kommunen Pargas i den ekonomiska regionen  Åboland i landskapet Egentliga Finland, i den sydvästra delen av landet. Ön ligger omkring 51 kilometer sydväst om Åbo och omkring 190 kilometer väster om Helsingfors.
Öns area är 1,4 kvadratkilometer och dess största längd är 2 kilometer i öst-västlig riktning.

## Sammansmälta delöar
- Finnö 60°10′44″N 21°29′36″Ö / 60.17892°N 21.49322°Ö
- Sundholm 60°10′37″N 21°29′00″Ö / 60.17687°N 21.4832°Ö
- Horsholm 60°10′31″N 21°30′18″Ö / 60.17521°N 21.50507°Ö